# Nola izuensis
Nola izuensis är en fjärilsart som beskrevs av Inoue 1961. Nola izuensis ingår i släktet Nola och familjen trågspinnare. Inga underarter finns listade i Catalogue of Life.